# Niederbauen Kulm
Niederbauen Kulm, in Karten auch Niederbauen Chulm oder Niderbauen Chulm, auf Wegweisern teilweise Niderbawen (eigentlich die Bezeichnung für das Alpgelände, in Anlehnung an den benachbarten höheren Oberbauenstock auch Niederbauenstock) ist der Gipfel eines Berges in den Urner Alpen auf der Grenze zwischen den Schweizer Kantonen Nidwalden und Uri der Zentralschweiz.
Er hat eine Höhe von 1923 m ü. M. und ist sowohl von Emmetten (NW) im Westen als auch von Seelisberg (UR) im Osten besteigbar. Von Seelisberg führt der Weg in drei Stunden am Schlösschen Beroldingen vorbei auf die Alp Weid (1288 m, Lage) und von dort durch einen Felsentunnel mit Leiter auf den Gipfel. Der Weg kann mit der Luftseilbahn Brunni – Alp Weid abgekürzt werden. Von Emmetten führt eine kleine Luftseilbahn direkt zum Berggasthaus Niederbauen in 1575 m Höhe, von wo der Gipfel in etwa 1½ Stunden zu erreichen ist.
Vom Gipfel geniesst man einen umfassenden Rundblick auf den Vierwaldstättersee und die ihn umgebenden Berge, wie (Auswahl von N nach W im Uhrzeigersinn) Rigi Hochflue, Fronalpstock, Rophaien, Uri Rotstock, Brisen, Stanserhorn und Pilatus.
Mehr als 1400 Meter unter dem Gipfel verläuft die Autobahn A2 im Seelisbergtunnel.

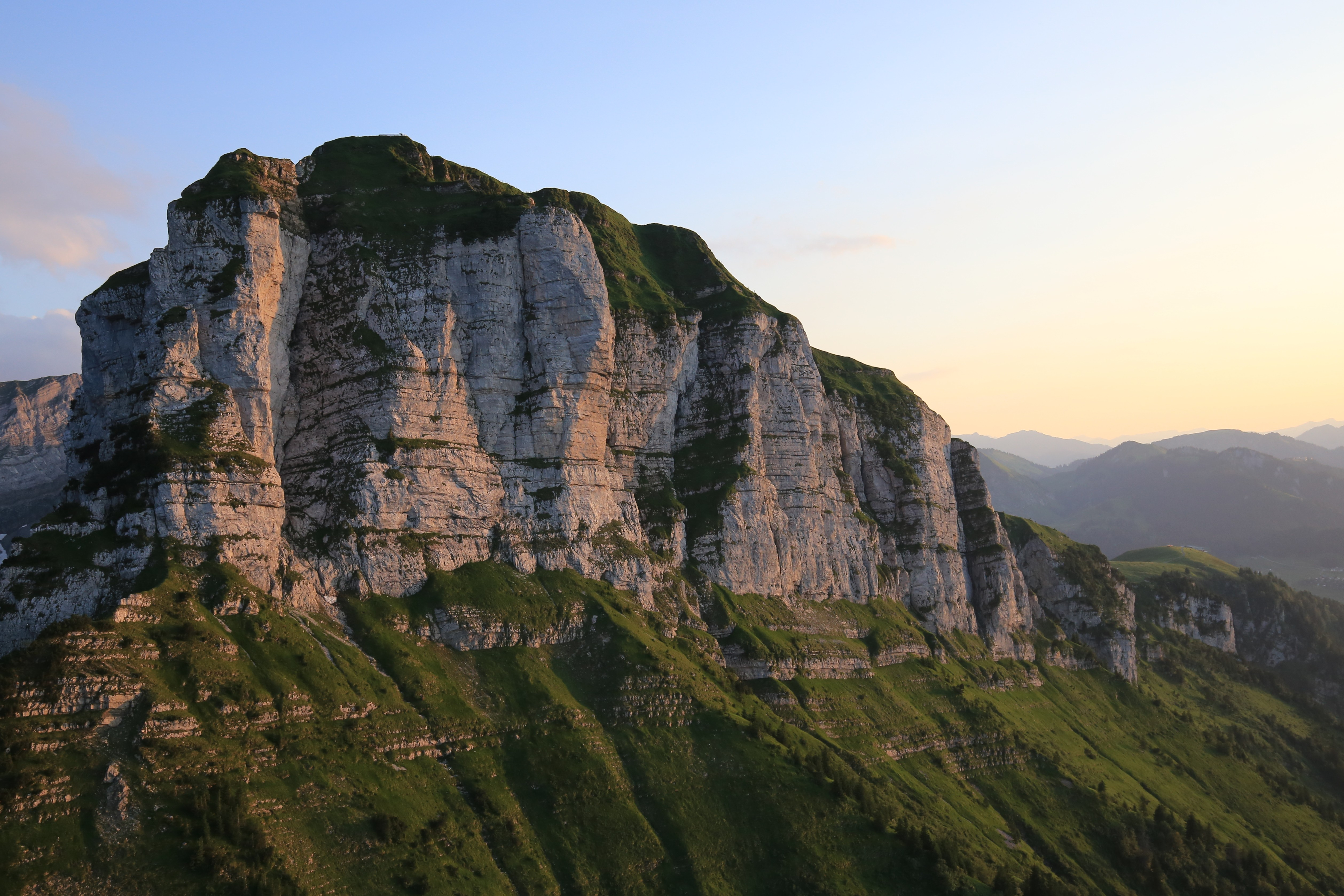
Nordwand
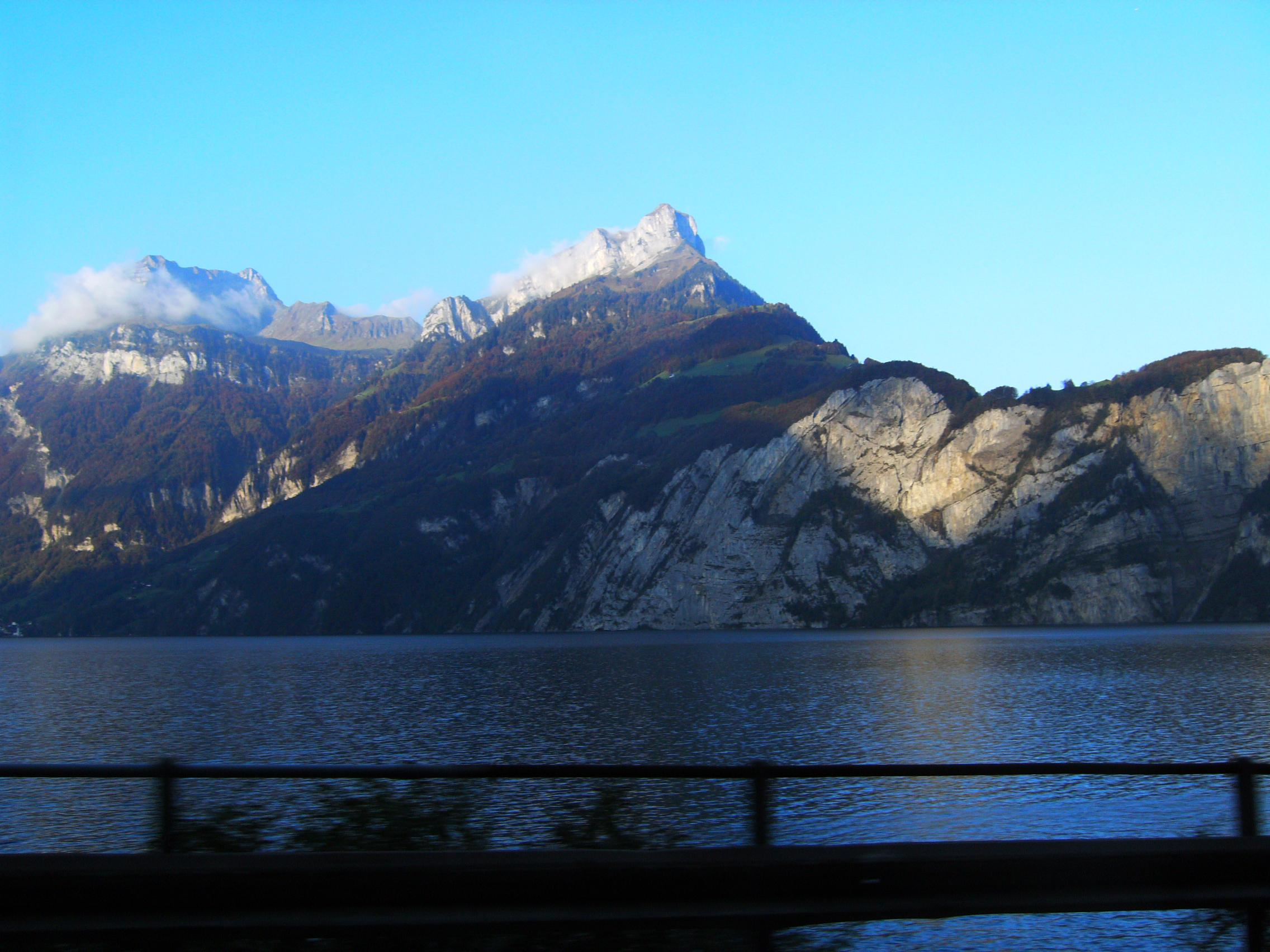
Oberbauenstock (links) und Niederbauen Kulm (Mitte) über dem Urnersee (von der Axenstrasse nach Westen)
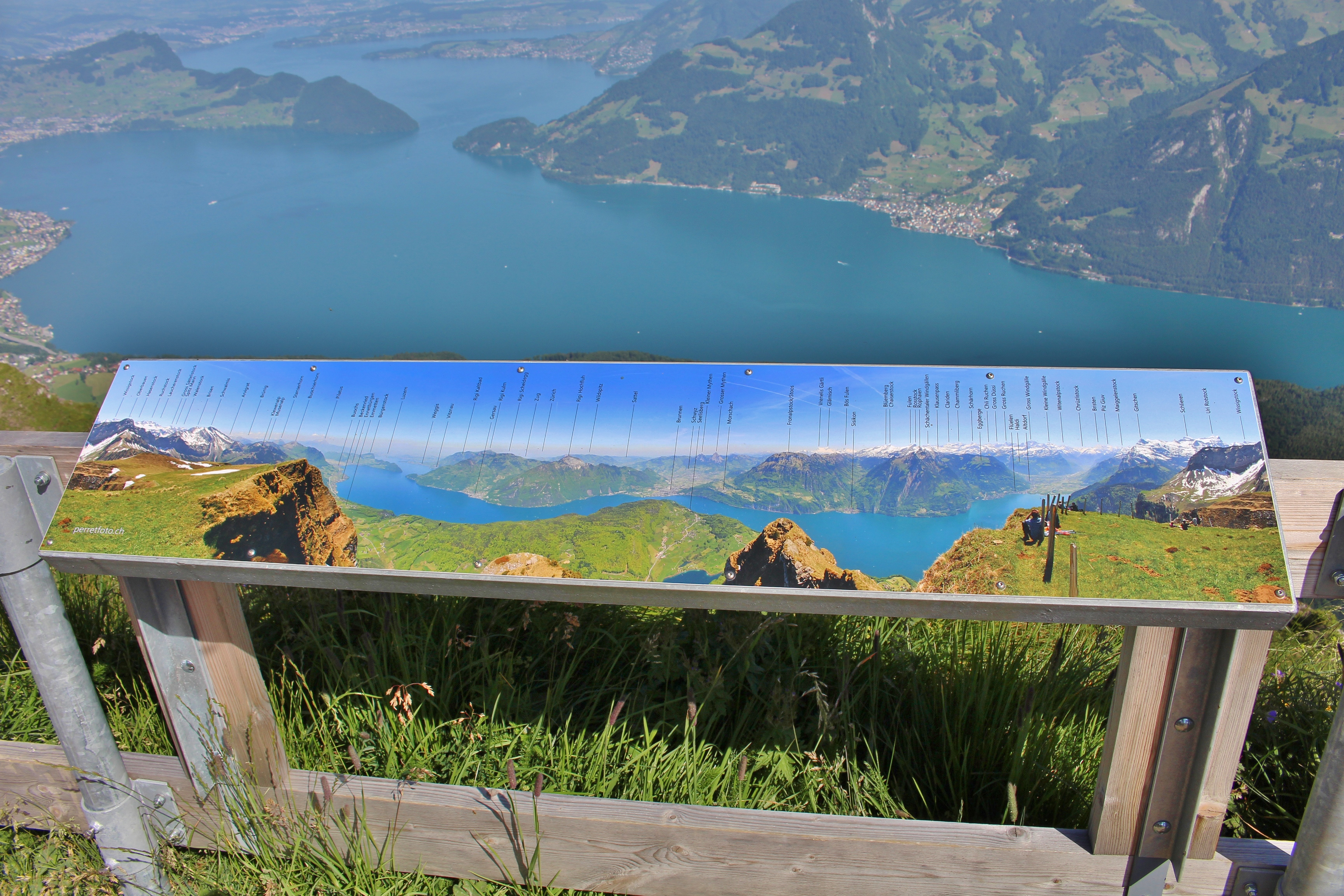
Panoramatafel am Gipfel mit Blick nach Nordwesten über den Vierwaldstättersee